# David Shrayer-Petrov
David Peisakhovich Shrayer-Petrov (en ruso: Давид Пейсахович Шраер-Петров; 28 de enero de 1936 – 9 de junio de 2024) fue un novelista, poeta, memorialista, traductor y científico médico ruso-estadounidense, conocido principalmente por su novela sobre los refuseniks, Doctor Levitin, sus poemas y ficción sobre la identidad judía rusa y sus memorias sobre la escena literaria soviética de finales de los años 1950 a 1970.

## Biografía
Shrayer-Petrov nació de padres judíos en Leningrado. Ambos padres de Shrayer-Petrov, Petr (Peysakh) Shrayer y Bella Breydo, se mudaron desde el antiguo zona de Asentamiento a Leningrado (San Petersburgo) en la década de 1920 para estudiar en la universidad. Shrayer-Petrov pasó sus primeros años previos a la guerra en Leningrado y fue evacuado de la ciudad sitiada a un pueblo en los Montes Urales. El futuro escritor y su madre regresaron a Leningrado en el verano de 1944, su padre sirviendo como capitán y luego como comandante de tanque en una brigada, y más tarde como comandante teniente en la Flota Báltica.

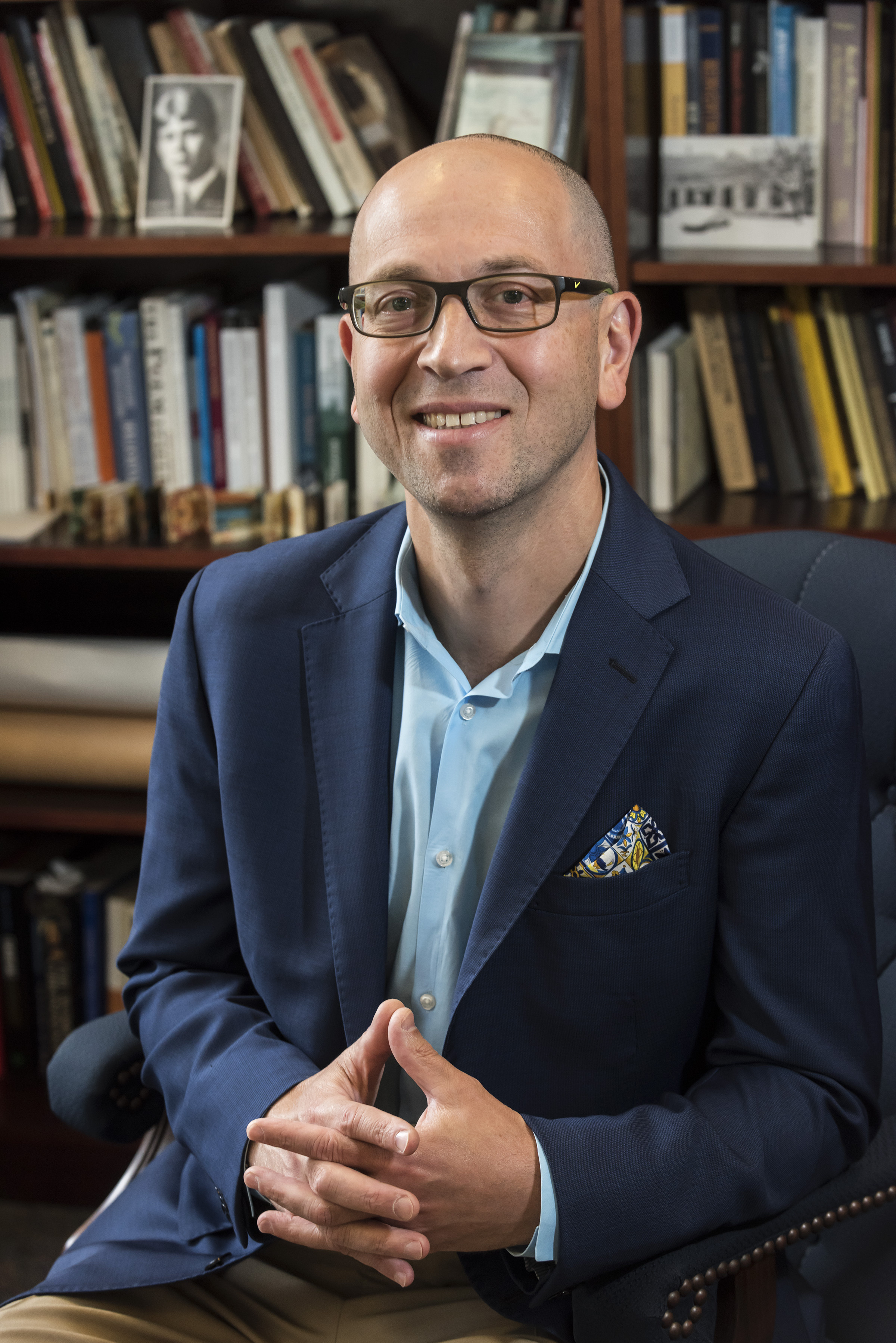
Shrayer Maxim, hijo.

En 1959, Shrayer-Petrov se graduó de la Primera Escuela Médica de Leningrado y posteriormente sirvió en el ejército como médico. En 1966 obtuvo un doctorado en el Instituto de Tuberculosis de Leningrado. Se casó con Emilia Polyak (Shrayer) en 1962, y su hijo Maxim D. Shrayer nació en 1967, después de que la familia se mudara de Leningrado a Moscú. De 1967 a 1978, Shrayer-Petrov trabajó como investigador en el Centro Nacional de Investigación de Epidemiología y Microbiología Gamaleya en Moscú, hasta que fue despedido de un cargo de investigación superior después de solicitar una visa de salida del bloque del Este. De 1979 a 1987, Shrayer-Petrov y su familia fueron refuseniks y sufrieron persecución por parte de las autoridades soviéticas.
Shrayer-Petrov entró en la escena literaria como poeta y traductor a finales de la década de 1950. Por sugerencia de Boris Slutsky, el poeta adoptó el seudónimo David Petrov. Este gesto asimilatorio no simplificó la publicación de los poemas de Shrayer-Petrov en la Unión Soviética. La mayoría de sus escritos eran demasiado controversiales para el oficialismo soviético y permanecieron en el cajón del escritor o circularon en samizdat. La primera colección de versos de Shrayer-Petrov, Canvasses, no apareció hasta 1967. Con gran dificultad, Shrayer-Petrov fue admitido en la Unión de Escritores Soviéticos en 1976, por recomendación de Viktor Shklovsky, Lev Ozerov y Andrei Voznesensky. Su poema "Mi alma eslava" provocó medidas represivas contra el autor. Expulsado de la Unión de Escritores Soviéticos, Shrayer-Petrov no pudo publicar en la URSS; las galeradas de dos de sus libros fueron destruidas en represalia por su decisión de emigrar. A pesar de las intimidaciones y detenciones por parte del KGB, la última década soviética de Shrayer-Petrov fue productiva; escribió dos novelas, varias obras de teatro, una memoria y muchas historias y versos. Se le concedió el permiso para emigrar en 1987. 
La novela más conocida de Shrayer-Petrov, Doctor Levitin (conocida en ruso como Herbert and Nelly), fue la primera en retratar el éxodo de los judíos soviéticos y la vida de los refusenik en el limbo. Desde la publicación de su primera parte en Israel en 1986, Herbert and Nelly ha pasado por tres ediciones, la más reciente en 2014 en Moscú. Su traducción al inglés apareció en 2018. Después de un verano en Italia, en agosto de 1987, Shrayer-Petrov y su familia llegaron a Providence, RI, el hogar de David Shrayer-Petrov y Emilia Shrayer durante los siguientes veinte años. En Providence trabajó como investigador médico en la Universidad Brown-Roger Williams Hospital (Dr. Shrayer publicó casi 100 artículos científicos en microbiología e inmunología). La emigración trajo consigo una corriente de nuevas obras literarias y publicaciones. El escritor y su esposa residieron hasta su muerte en Brookline, MA, donde Shrayer-Petrov se dedicó por completo a escribir.
Shrayer-Petrov murió a causa de complicaciones asociadas con la enfermedad de Parkinson en Boston, el 9 de junio de 2024, a la edad de 88 años.
Las obras de David Shrayer-Petrov han sido traducidas al inglés, bielorruso, croata, francés, hebreo, japonés, georgiano, lituano, macedonio, polaco y otros idiomas.
El primo hermano de Shrayer es el artista visual israelí David Sharir (en hebreo: דוד שריר‎).

## Libros traducidos al inglés
Doctor Levitin. Una novela. 2018, Detroit, Wayne State University Press.
Dinner with Stalin and Other Stories. 2014, Syracuse, NY. Finalista del Premio Edward Lewis Wallant de 2014.
Autumn in Yalta: A Novel and Three Stories. 2006, Syracuse, NY.
Jonah and Sarah: Jewish Stories of Russia and America. 2003, Syracuse, NY.

## Libros en ruso

### Colecciones de poesía
- Orquesta del pueblo (Derevenskii orkestr), seis poemas largos, 2016, San Petersburgo, Rusia.
- Poemas de Neva (Nevskie stithi), poesía, 2011, San Petersburgo, Rusia.
- Líneas-Figuras-Cuerpos: Un libro de poemas (Linii-figury-tela: king stikhotvorenii), poesía, 2010, San Petersburgo, Rusia.
- Dos Libros: Poemas (Dve knigi: stikhi), poesía, 2009, Filadelfia, EE. UU..
- Forma de Amor (Forma liubvi), poesía, 2003, Moscú, Rusia.
- Tambores del Destino (Barabany sud'by), poesía, 2002, Moscú, Rusia.
- Doge de Petersburgo (Piterskii dozh), poesía, 1999, San Petersburgo, Rusia.
- Alma Perdida (Propashchaia dusha), poesía, 1997, Providence, RI, EE. UU.
- Villa Borghese (Villa Borgeze), poesía, 1992, Holyoke, MA, EE. UU..
- Canciones sobre un Elefante Azul (Pesnia o golubom slone), poesía, 1990, Holyoke, MA, EE. UU..
- Telas (Kholsty; en la colección Pereklichka), poesía, 1967, Moscú, Rusia.

### Ficción
- La redención de Judin (Iskuplenie Iudina), novela, 2021, Moscú, Rusia.
- La felicidad alrededor del globo (Krugosvetnoe shchast'e), cuentos, 2017, Moscú, Rusia.
- La historia de mi amada, o La escalera de caracol (Istoriia moei vozliublennoi, ii Vintovaia lestnitsa), novela, 2013, Moscú, Rusia.
- La tercera vida (Tret'ia zhizn'), novela, 2010, Lugansk, Ucrania.
- Carp for the Gefilte Fish (Karp dlia farshirovannoi ruby), cuentos, 2005, Moscú, Rusia.
- Estos extraños judíos rusos (Eti strannye russkie evrei), dos novelas, 2004, Moscú, Rusia.
- El castillo de Tostemaa (Zamok Tystemaa), novela, 2001, Tallin, Estonia.
- La casa francesa (Frantsuzskii kottedzh), novela, 1999, Providence, RI, EE. UU..
- Herbert and Nelly (Gerbert i Nelli), novela, 1992, Moscú; 2.ª ed. 2006, San Petersburgo, Rusia; 3.ª ed. 2014, Moscú, Rusia.

### Novelas publicadas en serie pero no en forma de libro
- Modelo de vida (Model' zhizni), novela, 2009-2010 (Mosty).
- La redención de Judin (Iskuplenie Iudina), novela, 2005-2006 (Mosty).
- El juego de los besos (Igra v butylochku), novela, 2018-2020 (Slovo/Word).

### No ficción
- Caza del diablo rojo: Una novela con microbiólogos (Okhota na ryzhego d'iavola: Roman s mikrobiologami), memorias, 2010, Moscú, Rusia.
- Vodka y pasteles: Una novela con escritores (Vodka s pirozhnymi: Roman s pisateliami), memorias-novela, 2007, San Petersburgo, Rusia.
- Genrikh Sapgir: Clásico del Avant-Garde (Genrikh Sapgir: Classic avangarda), crítica y biografía, con Maxim D. Shrayer, crítica, 2004, San Petersburgo, Rusia. 2.ª ed., edición corregida. San Petersburgo: Bibliorossica, 2016. 3.ª ed., edición corregida. Ekaterimburgo: Izdatel'skie resheniia; Ridero, 2017.
- Moscow de cúpula dorada (Moskva zlatoglavaia), memorias-novela, 1994, Baltimore, MD, EE. UU..
- Amigos y sombras (Druz'ia i teni), memorias-novela, 1989, Nueva York, NY, EE. UU..
- Poesía del heroísmo laboral (Poeziia o trudovom geroizme), ensayos, 1977, Moscú, Rusia.
- Poesía y ciencia (Poeziia i nauka), ensayos, 1974, Moscú, Rusia.

### Drama
- Vacuna. Ed Tenner (Vaktsina. Ed Tenner), tragicomedia en verso, 2021, Moscú, Rusia.

### Editado por
- Genrikh Sapgir, Poemas cortos y largos, coeditado con Maxim D. Shrayer, 2004, San Petersburgo, Rusia.